# 西平向盛

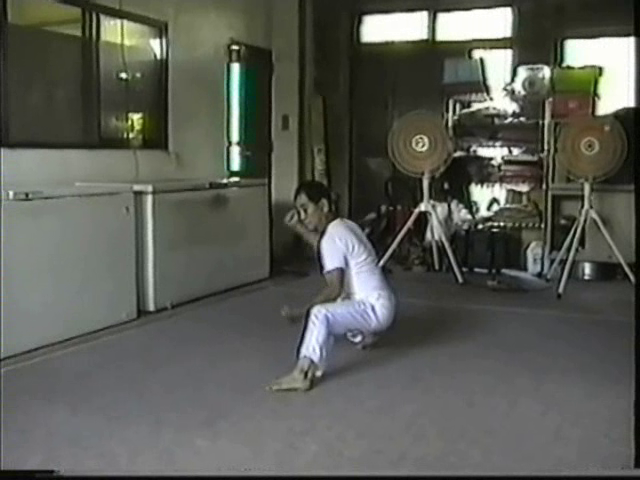
西平向盛

西平 向盛（にしひら こうせい、1942年6月10日 - 2007年5月14日）は、沖縄県出身の空手家。少林流松村正統の空手と古武道を教えていた。経歴や実力については不明な部分もある。

## 生涯

### 生い立ち
1942年6月10日、沖縄南部にある与那原町付近にある小さな村に生まれる。
15歳にして、祖堅方範の元で 少林流松村正統を学び始める。祖堅は、極秘、危険な教えを避けた空手を外部の日本人やアメリカ人にも教えていたが、西平は数少ない『内弟子』として受け入れた。
30代の頃沖縄の名誉高い古武道の先生の娘と結婚し、息子が二人誕生する。そして、祖堅の家の近くの西原町に『西平そうざい店』を開き、仕事で忙しい中も稽古に励み続ける。毎日、西平は祖堅の元へ空手を学びに行き、日に日に武道以外にも祖堅を『タンメー（おじちゃん）』と呼ぶようになるまで厚意を持つようになる。そのため、祖堅が亡くなる日まで西平は祖堅の隣につくことになった。
しばしば自分よりも随分大きくしっかりした者を相手にすることがあったが、祖堅の厳しい教えのお陰で一度も勝負に負けることはなかった。そういったこともあり、いかに少林流松村正統の教えが有効であることを実感することができ、方範から受け継いだ流派を崩すようなことはしなかった。
影武士で、謙虚でありながらも、徐々に西平は祖堅の高弟として知られていくことになった。武道関係の世間に名が広まっていくにしても、西平は祖堅に依頼されたように、本気で真面目に少林流松村正統に近付く者のみに教えることに反するようなことはしなかった。そのためなのか、西平家の近所の誰もが彼がどれだけ素晴らしい武道家だったのかは西平が亡くなった日まで知ることがなかった。
2007年5月14日、重病のため死去。亡くなる寸前までも、一人で稽古を欠かすことをしなかった。
今日、空手界で多くの者が西平の生徒であったと名乗るものがいるが、下記の者だけが西平が亡くなる前に自らの生徒として名乗った者である。
- ジュゼッペ・メローニ（ヨーロッパ代表）
- リキ・ローズ（アメリカ代表）
- ティオドル・ランジ（オーストラリア代表）
- リチャード・ボイデン（アメリカ代表）

リキ・ローズとティオドル・ランジは元々祖堅の生徒でもあった。